# 修正液
立可白，又稱塗改液、改正液、改錯液、修正液、立可液、白油，是一種白色不透明顏料，塗抹在紙上以遮蓋錯字，乾涸後可於其上重新書寫。

## 名稱
在台灣，修正液俗稱為立可白。此名原指修正液的特定品牌─「Liquid Paper」之音譯，而該商品也是最早在臺灣上市的修正液。

## 簡介
中國古代就使用雌黃（三硫化二砷）塗改文字，作用有如現代修正液。後來「雌黃」更衍生篡改文章的意思，成語「信口雌黃」的典故由此而來。
現代修正液已不用雌黃，且傳統上用小瓶子來包裝，瓶蓋附帶一支小掃帚或者三角形的發泡塑膠浸在改錯液裡面。由於修正液揮發性極高、乾涸速度快，未用完的修正液留在瓶裏容易變得太濃稠而難以使用，因此修正液製造商通常也會銷售稀釋劑。
修正液在電腦的文字處理器軟體被發明之前，讓打字或寫作的工作變得更加方便。

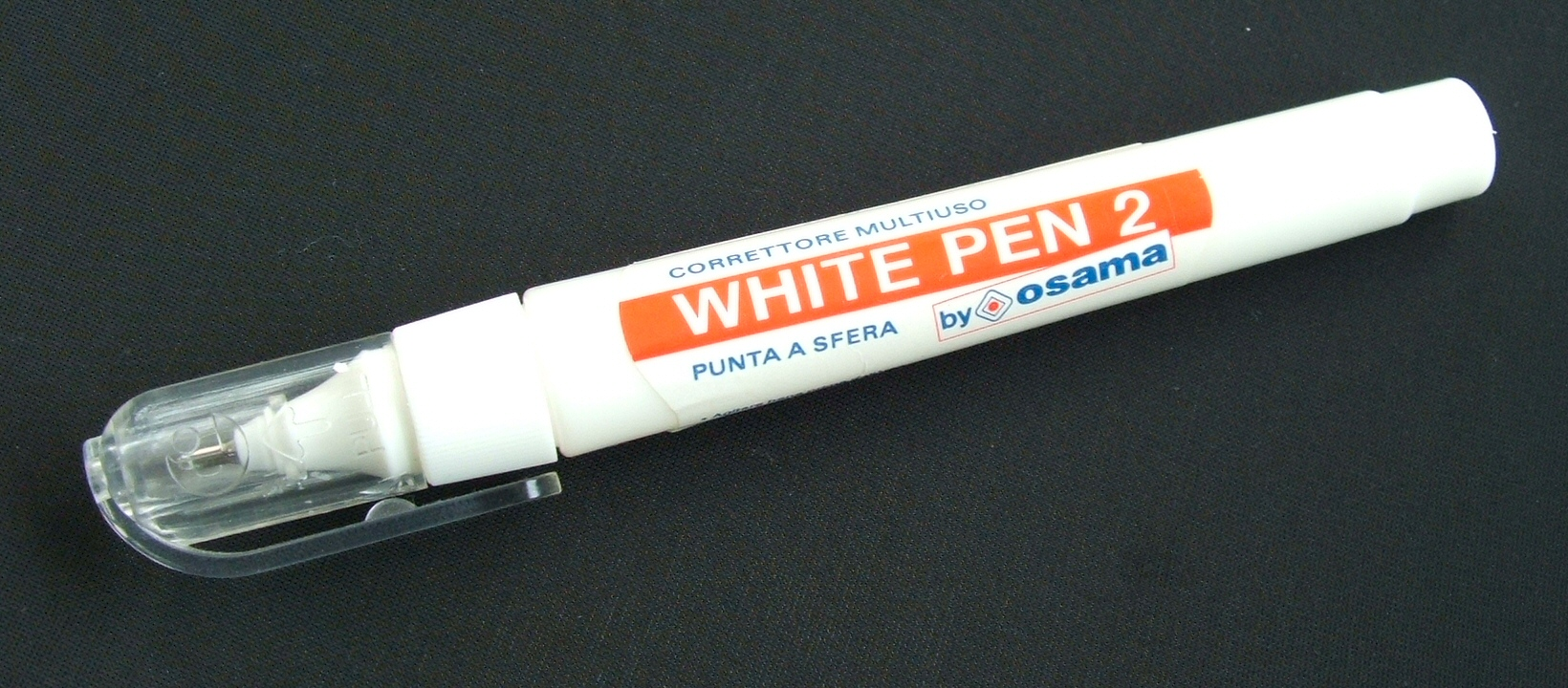
筆型修正液

近年開始出現筆型的修正液，筆管內裝有彈簧，將筆尖按在紙張上可溢出修正液，這比掃帚型更能平均地塗出，也不會像瓶裝的容易乾涸。

## 成分
修正液的主要成分包括固體的鈦白粉（TiO
2）和液體的溶劑，主要溶劑有三種：三氯乙烷（CH
3CCl
3、CHCl
2CH
2Cl）、甲基環己烷（C
7H
14）、環己烷（C
6H
12），其毒性危害的強弱和濃度成正比。
|                | 三氯乙烷             | 甲基環己烷         | 環己烷               |
| 作為主要溶劑   | 早期                 | 近期               | 近期                 |
| 易燃           | ×                    | ○                  | ○                    |
| 快乾           | ○                    | ×                  | ×                    |
| 致死           | ○                    | ×                  | ○                    |
| 破壞臭氧層     | ○                    | ×                  | ×                    |
| 誤食毒性       | 輕                   | 輕                 | 輕                   |
| 刺激部位       | 眼睛、皮膚、呼吸道   | 眼睛、皮膚、呼吸道 | 眼睛、皮膚，黏膜組織 |
| 吸入造成的危害 | 輕-中度              | 中度               | 輕-中度              |
| 大量吸入時     | 造成急性中毒         | -                  | 造成急性中毒         |
| 中毒症狀       | 可致癌、引起心臟痙攣 | 頭痛、嘔吐、昏迷   | 影響中樞神經系統     |

## 相關
- 改錯紙
- 原稿紙
- 橡皮擦
- 修正帶
- 雌黃

## 外部連結
- Ylib 遠流博識網 - 書籍資料 - 女孩的In發明 （页面存档备份，存于）
- 百年科技发明史：改变人类生活的发明(组图)(2)_科学探索_科技时代_新浪网 （页面存档备份，存于）
- 行政院環境保護署 第三章 認識修正液及其所含毒性物質
- 修正液对小白鼠嗅觉的影响
- 減少使用修正液及黏著劑 （页面存档备份，存于）
- 漫畫家專用資料館 - 白顏料的用法